# Stedocys leopoldi
Stedocys leopoldi är en spindelart som först beskrevs av Louis Giltay 1935.  Stedocys leopoldi ingår i släktet Stedocys och familjen spottspindlar. Inga underarter finns listade i Catalogue of Life.